# 용두중학교
용두중학교(龍頭中學校)는 대한민국 광주광역시 북구 용두동에 있는 공립 중학교이다.

## 학교 연혁
- 2009년 1월 1일 : 용두중학교 설립인가(27학급)
- 2009년 3월 2일 : 초대 송수남 교장 취임
- 2012년 2월 28일 : 제1회 졸업식(7학급) 268명
- 2023년 3월 1일 : 제6대 김종미 교장 취임
- 2025년 1월 9일 : 제14회 졸업식(졸업생 236명)
- 2025년 3월 4일 : 제17회 입학식(10학급 257명)

## 참고 자료
- 용두중학교 - 한국교육학술정보원 학교알리미